# Argyrodes zonatus
Argyrodes zonatus är en spindelart som först beskrevs av Charles Athanase Walckenaer 1842.  Argyrodes zonatus ingår i släktet Argyrodes och familjen klotspindlar. Utöver nominatformen finns också underarten A. z. occidentalis.